# Очеретянкові
Очеретянкові (Acrocephalidae) — родина дрібних співочих птахів ряду горобцеподібних.

## Поширення
Представники родини трапляються в Європі, Африці, Азії, Австралії та Океанії. Зазвичай мешкають у відкритих лісах, в очеретах або високотравних луках.

## Систематика
Традиційно групу включали до родини кропив'янкових (Sylviidae) як підродина очеретяничні (Acrocephalinae). Згідно з молекулярними дослідженнями 2005 та 2008 років таксон вирішено підвищити до рівня родини. Крім того, з групи перенесли три роди з Мадагаскару до ендемічної родини Bernieridae.

### Роди
- Очеретянка (Acrocephalus) — 43 види
- Товстодзьоба очеретянка (Arundinax) — 1 вид
- Тонкодзьобий жовтовик (Calamonastides) — 1 вид
- Тектонік (Graueria) — 1 вид
- Берестянка (Hippolais) — 4 види
- Iduna — 6 видів
- Цикіріті (Nesillas) — 6 видів